# حزب الإيرانيين
حزب الإيرانيين (بالفارسية: حزب ایرانیان) كان حزبًا سياسيًا صغيرًا في إيران خلال عهد بهلوي. وكان للحزب مقعد واحد في المجلس الثالث والعشرين الذي جرى انتخابه عام 1971.
سيطر المثقفون وأساتذة الجامعات على اللجنة المركزية للحزب.

## نتائج الانتخابات

### انتخابات برلمانية
| انتخاب | زعيم الحزب     | المقاعد |
| ------ | -------------- | ------- |
| 1971   | فضل الله الصدر | 1 / 268 |